# 朱統鈒
朱統鈒（？—1648年8月21日（永曆二年七月丁卯）），明朝宗室、南明軍事人物。

## 生平
朱統鈒是瑞昌王朱奠墠的裔孫，排行第五；個性強橫兇暴，鄉里的年輕人都歸附他。金聲桓帶領清朝軍隊攻陷江西，他棄家走到廣信府，號召人馬於廣信及饒州戰鬥；聲桓顧忌他的其威名，不敢侵犯。永曆元年（1647年）冬，朱統鈒暗地回歸南昌，被探子抓獲，見清朝巡撫章于天時並不屈膝跪下。章于天告誡他，他大聲罵：「我是帝室藩王，怎可受侮辱！」最後竟然釋放他。次年（1648年）金聲桓反正，朱統鈒在廣信起兵響應。夏天時譚泰攻打江西，他走到寧州監督鄧雲龍支援，但鄧雲龍看到清兵勢力強大，陰謀投降歸順，而朱統鈒施行藩王禮儀，讓雲龍戎服朝拜。鄧雲龍忿忿不平，因此抓捕他獻給清朝軍隊，他大罵鄧雲龍，和總兵一同朱議漎遇害。

## 引用
1. ↑  錢海岳《南明史·卷三·本紀第三》：（永曆二年七月）丁卯……朱統鈒督總兵鄧雲龍援南昌；雲龍劫□□朱統鈒、總兵朱議漎自武寧畔附於清，統鈒、議漎死之。
2. 1 2  錢海岳《南明史·卷二十七·列傳第三》：統鈒，字德符，瑞昌王裔，行五。性豪暴，里中少年多歸之。金聲桓以清兵陷江西，統鈒棄家走廣信，號召諸客，轉戰饒、廣間。聲桓憚其威名，不敢犯。永曆元年冬，間歸南昌，為偵卒所執，見清撫章于天，不屈膝。誥之，厲聲曰：「我帝室藩王，豈為若辱！」竟釋不殺。
3. ↑  錢海岳《南明史·卷二十七·列傳第三》：二年，聲桓反正，起兵廣信應之。其夏，譚泰攻江西，統鈒走寧州，督鄧雲龍入援。雲龍見清兵盛，謀納款，而統鈒執藩王禮，使雲龍戎服拜階下。雲龍不能平，執之以獻，大罵遇害。